# Incalvertia catophoenissoides
Incalvertia catophoenissoides är en fjärilsart som beskrevs av Angulo 1977. Incalvertia catophoenissoides ingår i släktet Incalvertia och familjen mätare. Inga underarter finns listade i Catalogue of Life.